# Ilex ternatiflora
Ilex ternatiflora är en järneksväxtart som först beskrevs av Charles Henry Wright, och fick sitt nu gällande namn av Richard Alden Howard. Ilex ternatiflora ingår i släktet järnekar, och familjen järneksväxter. Inga underarter finns listade i Catalogue of Life.